# 빌랴나 플라브시치
빌랴나 플라브시치(Biljana Plavšić, 1930년 7월 7일~)는 스릅스카 공화국의 제2대 대통령이다. 세르브계 보스니아 헤르체고비나인 출신 정치인이며 보스니아 전쟁으로 인도에 반한 죄를 범하여 구유고슬라비아 국제형사재판소에서 재판을 받았다.

## 학업 경력
플라브시치는 사라예보 대학교에서 생물학을 가르치는 대학 교수였으며 자연과학 및 수학 학부의 학장을 역임했다. 그녀는 풀브라이트 학자로, 뉴욕 코넬 대학교의 보이스-톰슨 연구소에서 2년 동안 식물학 연구를 하였지만 그 후 런던에서 전자 현미경을, 프라하와 바리에서 식물 바이러스학을 전공했는데 그녀는 100편이 넘는 과학 논문과 논문을 발표했다.

## 정치 경력
플라브시치는 세르비아 민주당(SDS)의 일원이었다. 그녀는 보스니아 헤르체고비나 사회주의 공화국의 첫 여성 대통령으로, 1990년 11월 18일부터 1992년 4월까지 보스니아 헤르체고비나에서 열린 첫 다당제 선거에서 당선된 후 재임했다. 1992년 2월 28일부터 1992년 5월 12일까지 플라브시치는 자칭 보스니아 헤르체고비나 세르비아 공화국의 두 명의 대통령 대행 중 한 명이 되었다. 그 후 그녀는 스릅스카 공화국의 두 부통령 중 한 명이 되었고, 1992년 11월 30일경부터 스릅스카 공화국 군대의 최고 사령부의 일원이 되었다.
플라브시치는 "나머지 600만 명의 세르비아인이 자유롭게 살 수 있도록 600만 명의 세르비아인이 죽을 수 있다"고 선언하며 전쟁 중 비세르비아인을 대상으로 실시한 인종 청소를 "자연 현상"이라고 생각했다. 1993년 7월, 플라브시치는 보르바에게 보낸 성명에서 보스니아 세르비아인이 보스니아 무슬림보다 민족적으로 우월하다고 주장하며 다음과 같이 주장한 것으로 알려졌다.
1994년, 플라브시치는 자신과 다른 세르비아 민족주의자들이 유전학 때문에 보스니아인들과 협상할 수 없었다고 말했다.
1995년에 체결된 데이턴 협정은 당시 공화국 대통령이었던 스릅스카 라도반 카라드 ž리치의 직무를 금지시켰고, 플라브시치는 2년 임기의 SDS 대통령 후보로 선출되었다.
밀로셰비치 재판에서 보이슬라프 셰셀리는 카라드 ž리치를 지명한 동기를 설명했다.
그녀는 SDS와의 관계를 끊고 Srpski narodni savez(세르비아 인민 공화국 스르프스카 동맹)를 결성했으며, 당시 SNSD 당 소속 의원이 두 명뿐이었던 밀로라드 도딕을 총리 후보로 지명하였다. 그녀는 1998년 선거에서 SDS와 세르비아 급진당의 공동 후보인 스릅스카 니콜라 포플라셴에게 패배했다. 그녀는 개혁 "슬로가" 연합의 후보였지만 감옥에 있는 동안 그녀는 전쟁 중이던 스릅스카 공화국의 정치 생활의 많은 측면을 폭로하는 "증인"(스브예도첸야)이라는 책을 출간하였다. 1998년, 플라브시치는 체트니크 지휘관이자 나치 협력자인 모칠로 두이치에게 명예 훈장을 수여했다.

## ICTY 기소 및 형량
그녀는 구 유고슬라비아 국제형사재판소에 의해 몸칠로 크라지슈니크와 라도반 카라드 ž리치와 함께 "비세르비아인들이 이 지역을 떠나도록 장려하기 위한 불가능한 생활 조건의 조성, 박해 및 테러 전술, 떠나기를 꺼리는 사람들의 추방, 그리고 다른 사람들의 청산"으로 기소되었다. 기소장은 빌랴나 플라브시치를 다음과 같이 기소했다.
두 가지 집단학살 혐의(재판소법 제4조 – 집단학살; 그리고/또는 집단학살의 공모)
반인도적 범죄의 다섯 가지 혐의(제5조 – 박멸; 살인; 정치적, 인종적, 종교적 이유로 인한 박해; 추방; 대안적으로 비인도적 행위)
전쟁법 또는 관습 위반의 한 가지 혐의(제3조 – 살인)
그녀는 2001년 1월 10일 ICTY에 자발적으로 항복했고, 9월 6일에 임시 석방되었다.
2002년 12월 16일, 그녀는 전쟁을 지휘하고 민간인을 표적으로 삼은 반인도적 범죄 혐의에 대해 유죄를 인정하기 위해 ICTY와 협상을 벌였고, 검찰이 두 건의 집단 학살을 포함한 7건의 다른 전쟁 범죄 혐의를 취하하는 대가로 "전적인 후회"를 표명했다. 그녀의 모국어인 세르비아어로 읽힌 플라브시치의 진술은 유죄를 인정하는 것을 반복했지만 보스니아인과 크로아티아인에 대한 잔학 행위에 대한 이야기를 믿기를 거부하고 세르비아인들이 생존을 위해 싸우고 있다는 주장을 의심 없이 받아들였다고 했다.
코로나19에서 회복한 후 2021년 플라브시치
2005년 3월 반자 루카 얼터너티브나 텔레비전과의 인터뷰에서 그녀는 자신을 대신해 증언할 증인을 찾지 못해 무죄를 입증하지 못해 유죄를 인정했다. 그녀는 2009년 1월 스웨덴 Vi 잡지와의 인터뷰에서 이를 반복했다. 그녀는 집단 학살을 포함한 나머지 혐의를 피하기 위해 유죄를 인정했다고 주장하였는데 그녀가 유죄를 인정하자 헤이그 재판소는 형량을 낮췄지만 나머지 혐의를 취하했다. 플라브시치가 유죄를 인정하지 않았다면 20~25년의 징역형을 선고받았을 가능성이 높으며, 여덟 가지 혐의를 모두 고려했을 것이었다.
그녀는 11년의 징역형을 선고받았다. 그녀는 2003년 6월 26일부터 스웨덴 외레브로 주 프뢰비에 있는 힌세베르크 여성 교도소에서 복역했다. 2008년 12월, 스웨덴 법무부는 플라브시치의 사면 요청을 거부했다. 그녀는 요청의 이유로 "고령화, 건강 악화, 열악한 교도소 환경"을 꼽았다. 보스니아 헤르체고비나 대통령직의 크로아티아 의원인 ž엘코 콤시치는 2008년 9월 스웨덴 당국에 플라브시치를 석방하지 말 것을 촉구하는 서한을 보내 "자비로운 행위는 큰 실수이자 피해자와 가족에 대한 모욕이 될 것"이라고 말했다.
2009년 9월 14일, 유엔 구 유고슬라비아 국제형사재판소 회장 패트릭 로빈슨은 플라브시치가 "재활의 상당한 증거를 입증한 것으로 보인다"며 자신의 범죄에 대한 책임을 인정했다고 말했다. 더 타임즈는 "스웨덴 법에 따라 그녀는 임기의 3분의 2를 복역한 후 10월 27일에 석방될 자격이 있다"고 보도했지만, 석방 날짜는 정해지지 않았는데 그녀는 2009년 10월 27일에 석방되었다. 같은 날, 스르프스카 공화국의 총리 밀로라드 도딕은 플라브시치를 태우기 위해 RS 정부 제트기를 제공하고 스웨덴 감옥에서 조기 석방된 그녀를 베오그라드로 환영했다. 도딕은 그렇게 한 이유로 "순전히 도덕적인 이유"를 들었다. 2009년 11월 10일, 밀로라드 도딕은 플라브시치에게 상원 의원직을 부여하는 것을 진지하게 고려하고 있다고 밝혔지만 그는 "플라브시치와 다른 전직 대통령들에게 사무실, 금전적 보상, 상담사, 비서, 운전기사가 있는 관용차 등 특권을 누릴 수 있는 기회를 부여하는 공화국 대통령법 개정 작업을 진행 중"이라고 말했다.